# لرباع (ملج الويدان)
لرباع هي إحدى مشيخات المملكة المغربية، تتبع جغرافيا لإقليم تاوريرت وإداريًا لملج الويدان. يقدر عدد سكانها بـ 3262 نسمة حسب الإحصاء الرسمي للسكان والسكنى لسنة 2004.